# Ixtlahuacán del Río (kommun)
Ixtlahuacán del Río är en kommun i Mexiko.   Den ligger i delstaten Jalisco, i den centrala delen av landet, 500 km väster om huvudstaden Mexico City.
Följande samhällen finns i Ixtlahuacán del Río:
- Ixtlahuacán del Río
- Los Puentes
- El Salvial
- La Garruña
- La Higuera
- Las Trancas
- San Miguel de Abajo
- El Chilar
- Agua Colorada
- Agua Rica
- La Loma
- El Jagüey
- El Rodeo